# And Now His Watch Is Ended
"And Now His Watch Is Ended" (em português:  "E Agora A Vigília Dele Terminou") é o quarto episódio da terceira temporada da série de fantasia medieval Game of Thrones. Ele foi escrito por David Benioff e D. B. Weiss, criadores e produtores executivos do programa, e dirigido por Alex Graves. O episódio foi exibido pela primeira nos Estados Unidos em 21 de abril de 2013 pela HBO.
O enredo acompanha a volta da Patrulha da Noite à Fortaleza de Craster depois do ataque ao Punho dos Primeiros Homens. Em Porto Real, Varys conversa com Olenna Tyrell sobre Sansa enquanto Cersei discute com seu pai sobre a ameaça da presença dos Tyrell na capital. Arya e Gendry são levados até o líder da Irmandade sem Estandartes e Daenerys consegue ser exército.
O episódio foi gravado em locações na Croácia, Irlanda do Norte e Marrocos, com a cena final sendo o primeiro momento em que idioma alto valiriano é usado na série. Os índices de audiência aumentaram em relação a semana anterior e a resposta da crítica foi bem positiva.

## Enredo

### Em Porto Real
Tyrion Lannister pede a Lorde Varys provas de que a rainha regente tentou matá-lo durante a Batalha da Água Negra. Varys diz que não tem nenhuma prova, e acaba explicando a história de como foi castrado por um feiticeiro de Myr. Assim que termina de contar a história, ele abre uma grande caixa revelando o feiticeiro preso ali dentro, afirmando seu desejo de finalmente conquistar sua vingança. Mais tarde, Varys conversa com Ros, que revela que Mindinho quer levar Sansa Stark para o Ninho da Águia e casar-se com Lysa Arryn. Logo em seguida ele fala com Olenna Tyrell para discutir seu interesse em Sansa. Varys avisa Olenna de que Mindinho pode tornar-se um homem perigoso se conseguir poder suficiente para controlar o norte.
O Rei Joffrey Baratheon acompanha Margaery Tyrell em um passeio pelo Grande Septo de Baelor, ao lado Cersei Lannister e Olenna discutem o casamento dos dois. Margaery encoraja Joffrey a mostrar amor ao seu povo, levando-o ao lado de fora para acenar para o público. Mais tarde, Cersei se encontra com Lorde Tywin Lannister para discutir a volta de Jaime e a presença dos Tyrell na capital. Ela não confia em Margaery por sua habilidade de manipular Joffrey. Enquanto isso, Sansa e Margaery conversam sobre uma possível visita a Jardim de Cima, porém Sansa diz que Cersei não irá permitir. Margaery afirma que, assim que se tornar rainha, Sansa poderá ir aonde quiser.

### No Norte
Bran Stark tem outro sonho, desta vez correndo por um bosque junto com Jojen Reed enquanto caça o corvo de três olhos. Ele sobe em uma árvore perseguindo o pássaro, porém cai depois de ver sua mãe, Catelyn, mandando ele parar de escalar.
Em outro lugar no norte, Theon Greyjoy e o homem que o libertou chegam num castelo para se encontrar com Yara Greyjoy. Enquanto estão passando pelos substerrâneos, Theon explica que ele nunca gostou da ideia de matar Bran e Rickon e acabou fazendo com que Dagmer Boca-Rachada matasse dois órfãos. Ao entrarem no castelo, o homem acende uma torcha revelando que Theon voltou para o calabouço que tinha escapado, afirmando aos homens que Theon matou seus captures e fugiu, mas que conseguiu trazê-lo de volta.

### Nas Terras Fluviais
Locke e seus homens caçoam de Sor Jaime Lannister sobre sua mão amputada. Quando Jaime cai do cavalo, ele rouba a espada de um dos homens e os ataca, porém, por estar fraco e usando a mão esquerda, é fácilmente desarmado. Durante a noite, Brienne conversa com ele. Ela o repreende por "desistir", afirmando que pela primeira vez na vida Jaime está experimentando a vida real ao perder algo importante. Brienne manda ele viver para algum dia se vingar de Locke.
Arya Stark, Gendry e Sandor "Cão de Caça" Clegane são levados ao esconderijo da Irmandade sem Estandartes por Thoros e seus homens. Lá. eles conhecem Lorde Beric Dondarrion. Ele chama Cão de Caça de um assassino, algo que ele nega já que todas as vezes que matou foram para proteger o rei. Arya conta a Irmandade que ele matou um jovem inocente chamado Mycah. Dondarrion então anuncia que Clegane irá passar por um julgamento por combate.

### Além da Muralha
Grenn, Edd Doloroso e Rast são forçados a trabalhar na Fortaleza da Craster cuidandos dos porcos; Rast afirma que não podem confiar em Craster. Sanwell Tarly e Goiva conversam sobre o filho dela e seu destino se Craster descobrir sobre sua existência. Os homens da Patrulha da Noite realizam um funeral para um irmão morto e, em seguida, vão jantar. Karl desafia Craster, reclamando sobre a péssima comida. Rast piora a situação chamando seu anfitrião de bastardo. Craster pega sua machadinha e ataca Karl, que consegue se defender e esfaqueá-lo na garganta. Quando Lorde Comandante Jeor Mormont tenta lutar contra Karl, Rast o apunhá-la pelas costas. Os membros da Patrulha começam a lutar entre si e no meio do caos Sam consegue fugir com Goiva e o filho.

### Além do Mar Estreito
Daenerys Targaryen e seus seguidores chegam para trocar o dragão Drogon com Kraznys mo Nakloz pelo exército Imaculado. Depois de realizar a troca, Danenerys, revelando que sabe falar valiriano, pega de volta seu dragão ordenando a morte de Kraznys. Ela então ordena que os Imaculados saqueiem a cidade, matem os escravagistas e libertem os outros escravos. Após o fim da batalha, Daenerys liberta os Imaculados e diz que eles podem ir embora ou ficarem como homens livres se assim quiserem. Ninguém vai embora, demonstrando apoio batendo suas lanças no chão. Ela e o exército então deixam Astapor.

## Produção

### Roteiro
"And Now His Watch Is Ended" foi escrito por David Benioff e D. B. Weiss, criadores e produtores executivos de Game of Thrones. O roteiro adapta capítulos 13, 28, 32, 34 e 35 (Jaime IV, Tyrion II, Samwell II, parte de Arya VI e a segunda metade de Daenerys III) do livro A Storm of Swords escrito por George R. R. Martin. A história de como Varys foi castrado é tirada do capítulo Tyrion X de A Clash of Kings. O episódio também possui cenas originais, como as conversas entre Varys e Ros, Cersei e Tywin, Varys e Olenna e Sansa e Margaery.
Benioff e Weiss consideravam este episódio como um "dos grandes" e um ponto importante na temporada. Weiss afirmou que ao ler o romance, ele ficou maravilhado pela cena em que Daenerys conquista seu exército, e desde então ficou pensando sobre como seria a melhor maneira de filmá-la se algum dia tivesse a chance de fazer isso.
A cena final também é a primeira vez que alto valiriano é falado na série, com exceção de algumas frases curtas. Até este ponto, apenas o dialeto Baixo Valiriano de Astapor, uma versão crioula da língua do antigo Império Valiriano, havia sido ouvida através de Kraznys mo Nakloz. David J. Peterson, o línguista contratado pela série, criou as duas versões da língua.

### Filmagens
"And Now His Watch Is Ended" é o primeiro episódio de Game of Thrones dirigido por Alex Graves. Todas as cenas interiores deste episódio foram gravadas no estúdio The Paint Hall, em Belfast, Irlanda do Norte, incluindo um novo cenário colossal representando o Grande Septo de Baelor em Porto Real. Para as cenas exteriores o episódio utilizou o Clandeboye Estate, onde foram construídos o acampamento dos homens de Locke e a Fortaleza de Craster. Os jardins onde Varys e Olenna conversam fazem parte do arboreto da vila de Trsteno, Croácia.
As cenas de Daenerys foram filmadas no Marrocos. Os primeiros três episódios da temporada usaram partes da cidade de Essaouira para representar Astapor, porém, para "And Now His Watch Is Ended", a praça e as muralhas foram cenários construídos no Atlas Studios, localizado cinco quilômetros ao oeste de Ouarzazate. As muralhas tinham sido originalmente construídas para representarem a cidade de Jerusalém para o filme Kingdom of Heaven. Benioff e Weiss elogiaram o trabalho de Graves na última cena do episódio, afirmando "Ele pegou uma cena que estávamos muito nervosos – o número de pessoas no cenário, o tamanho da ação, a quantidade de efeitos – e fez tudo em alguns dias. Uma cena que demoraria oito diz para ser feita em um filme, para nós demorou dois ou três".

## Repercussão

### Audiência
"And Now His Watch Is Ended" foi exibido pela primeira vez nos Estados Unidos em 21 de abril de 2013 pela HBO, atraindo um total de 4.87 milhões de telespectadores. Sua primeira reprise, exibida na mesma noite, foi assistida por 1.03 milhões de pessoas, chegando a um total de 5.90 milhões na primeira noite de exibição. Esse números representam um aumento em relação a audiência do episódio anterior, "Walk of Punishment".

### Crítica
O episódio foi muito bem recebido pela crítica especializada, com muitos afirmando que era o melhor da temporada até o momento. Matt Fowler da IGN deu uma nota 9,3/10, destacando que "mortes chocantes, traições brutais e um Regicida desfeito" serviram a favor de "um Game of Thrones muito bom". David Sims, escrevendo para a The A.V. Club, considerou "And Now His Watch Is Ended" um "episódio intensamente chocante e satisfatório", dando uma nota "A". Todd VanDerWerff, seu colega na The A.V. Club, concordou com a nota, também afirmando que o episódio era "espetacular".
A última cena foi unanimamente elogiada. Myles McNutt da Cultural Learnings achou que ela era uma das melhores sequências da série, e considerou um fato impressionante que Game of Thrones alcançou um clímax tão satisfatório com poucas cenas nos três episódios anteriores para construir a história. VanDerWerff considerou que a atuação de Emilia Clarke era digna de uma indicação ao Primetime Emmy Award. Da HitFix, Alan Sepinwall também elogiou a interpretação da atriz, afirmando que "seu grande momento vem em uma (ficcional) língua estrangeira, e as legendas mal são necessárias. Isso prova como ela é boa".